# Металургійний завод в Чорукдайроні
Металургійний завод в Чорукдайроні — виробничий майданчик на півночі Таджикистану на околиці міста Чорукдайрон (у радянські часи було відоме як Чорух-Дайрон).
Завод, що видав першу продукцію в 1977 році, створили на основі інфраструктури вольфрамового рудника Чорукдайрон, який на той час наближався до вичерпання запасів (видобуток вольфраму фактично припинили в 1980-му, а роботу з мідно-молібденовою рудою вели до 1989 року). Спеціалізацією заводу є випуск лігатур та феросплавів, зокрема:
- ванадій-алюмінієві лігатури (з 1977), зокрема ванадій-алюмінієва, ванадій-молібден-хром-залізо-алюмінієва, ванадій-вуглець-титан-алюмінієва, ванадій-молібден-титан-вуглець-алюмінієва;
- чистий ванадій (1987);
- нікель-іттрієва лігатура (1989);
- нікель-гафінієві лігатури;
- ферованадій (1992), феротитан (2007), ферохром, феронікель.
Загальна потужність підприємства становить біля 1500 тонн на рік.
Організаційно завод належить «Ленінабадському комбінату рідких металів» («Комбинати Фузулоти Нодири Ленинобод»).